# Chrobrów
Chrobrów (['hrobruf]?, tysk: Petersdorf bei Sagan) er en landsby i de administrative distrikt Gmina Żagań, i Powiat żagański, Województwo lubuskie, i de vestlige Polen. Landsbyen ligger 5 km syd-øst for Żagań og 41 km syd for Zielona Góra.
Før 1945 var området en del af Landkreis Sprottau i provinsen Niederschlesien, Tyskland.
Umiddelbart sydvest for byen lå under 2. verdenskrig krigsfangelejeren Stalag Luft III.
Indbyggere:
- 1933 – 493
- 1939 – 609

Fra 1975 til 1998 lå området i provinsen Zielona Gora.